# Robbie Peden
Robbie Peden (* 11. November 1973 in Brisbane, Australien als Robert Lloyd Peden) ist ein ehemaliger australischer Boxer im Superfedergewicht und Linksausleger.

## Profi
Bereits in seinem neunten Fight gewann er den vakanten IBF Pan Pacific Title. Im Jahre 2000 errang er den nordamerikanischen Meistergürtel und verlor ihn bereits in seiner ersten Titelverteidigung.
Am 7. August 2003 bezwang er Lamont Pearson und wurde dadurch USBA-Meister. Am 23. Februar 2005 wurde er Weltmeister der IBF, als er Nate Campbell durch technischen K. o. in der 8. Runde schlug. Diesen Gürtel verlor er bereits im September desselben Jahres in der Titelvereinigung gegen den amtierenden WBC-Champion Marco Antonio Barrera einstimmig nach Punkten.
Nach anderthalbjähriger Inaktivität traf er auf Ranee Ganoy und musste sich in Runde 8 durch klassischen K. o. geschlagen geben. Dieser Kampf war zugleich sein letzter.